# Lettere e scritti di Georg Friedrich Händel

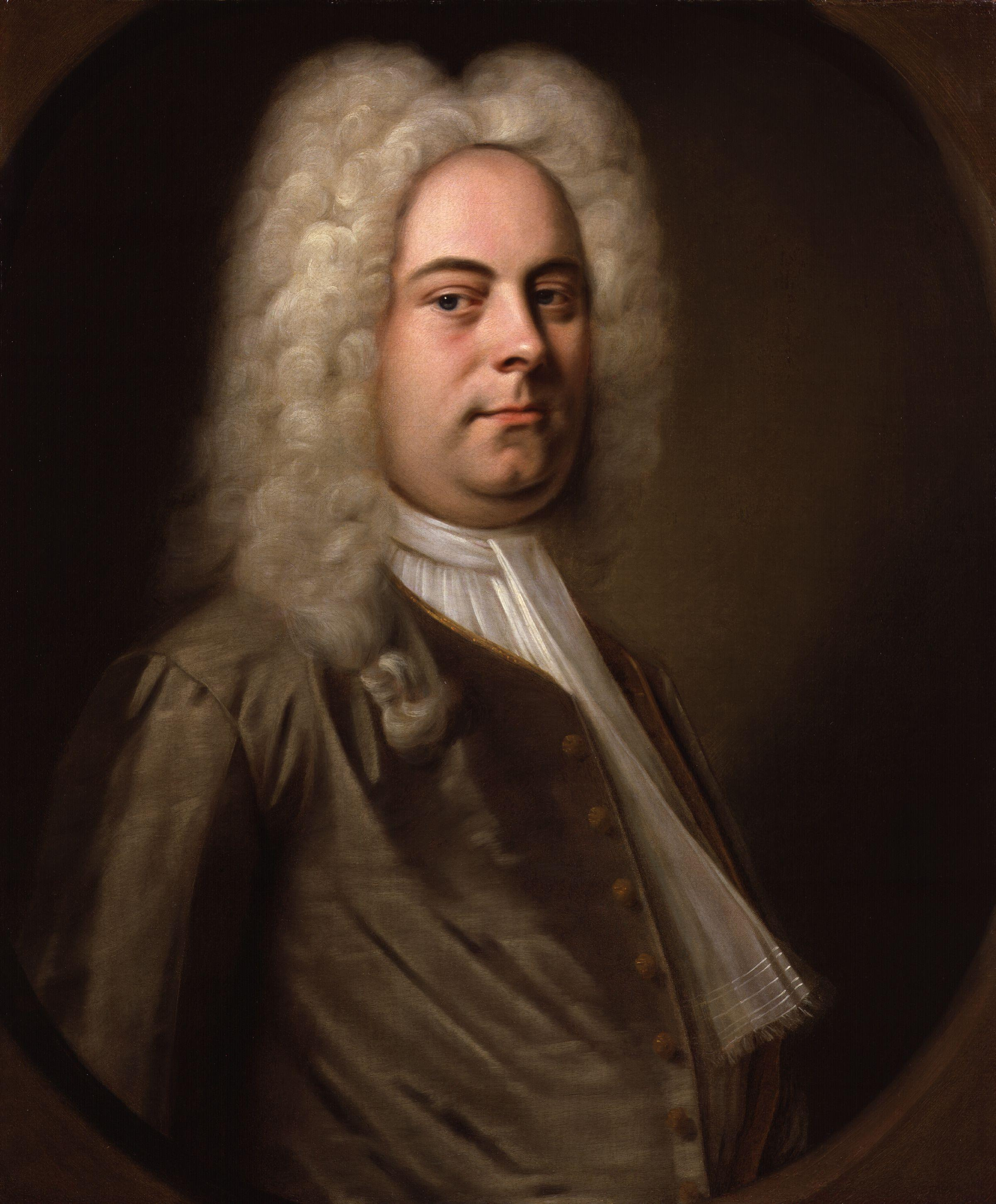
Georg Friedrich Händel

Ci sono rimaste poche delle lettere e scritti di Georg Friedrich Händel, certamente molto meno di quelle di altri importanti compositori. Händel scrisse relativamente poche lettere e non teneva un diario, anche se quelle che restano forniscono una conoscenza dei vari aspetti della vita di Händel. Uno dei motivi per il piccolo numero di lettere sopravvissute è che Händel non aveva una funzione che avrebbe richiesto la raccolta e il salvataggio dei suoi appunti e scritti.
Tutte lettere e gli scritti mantengono un tono uniforme educato. Una tipica chiusura complimentosa (usata in molte lettere) era: "Signore, il vostro più obbligato e più umile servitore, Georg Frideric Handel".
La lettera del 30 settembre 1749 è riprodotta nel documento PDF citato nella lista che segue.

## Lettere e scritti
La seguente tabella elenca le lettere conosciute e gli scritti di Händel. Notare che, laddove le citazioni siano contenute nelle lettere, sono stati riprodotti la grafia originale, la punteggiatura e le capitalizzazioni.
| Data               | Scritto in | Indirizzata a                                                                          | Riassunto |
| ------------------ | ---------- | -------------------------------------------------------------------------------------- | --- |
| 18 marzo 1704      | Tedesco    | Johann Mattheson                                                                       | Händel afferma che gode di una piacevole conversazione con Mattheson, e che tale conversazione sarebbe possibile quando Mattheson diventasse indispensabile all'Opera. Händel esprime il desiderio di incontrare Mattheson prima della sua partenza (di Mattheson) (probabilmente per Amburgo). |
| End of luglio 1711 | Francese   | Andreas Roner                                                                          | Händel chiede a Roner di trasmettere i complimenti al signor Hughes, e afferma che egli scriverà a Hughes alla prima occasione. Händel esprime il desiderio di ricevere una poesia scritta da Hughes. Händel afferma che sta facendo progressi con la lingua francese. |
| 29 giugno 1716     | Inglese    | Mr John G—                                                                             | Händel (che possiede 500 di sterline di azioni della South Sea Company) sostiene che il dividendo sul titolo (al "prossimo agosto") dovrebbe essere pagato al signor Thomas Carbonnel. (Il cognome completo del destinatario è stato rimosso dal manoscritto.) |
| 20 febbraio 1719   | Francese   | Michael Dietrich Michaelsen                                                            | (Michaelsen ha sposato la sorella di Händel, Dorothea Sophia.) Händel spiega che il suo ritardo nella visita a Michaelsen è dovuto agli affari pressanti, assicura che presto lo visiterà e fa domande sulla sua (Händel) "Mama". Händel afferma che egli sarà inconsolabile, se non sarà in grado di prolungare la sua imminente visita (in compenso per il suo ritardo). Händel si scusa per (e si vergogna) di un ritardo nella consegna di peltro affermando che il commerciante a Magdeburgo non ha onorato il suo contratto. Händel ringrazia Michaelsen per gli auguri che ha mandato per il nuovo anno, e desidera che l'Onnipotente possa inondare di prosperità Michaelsen e la sua famiglia. (Poiché Dorothea era morta l'anno precedente), Händel si augura che l'Onnipotente guarirà, con la sua benedizione preziosa, la ferita profonda inferta a Michaelsen e afferma che egli ricorda sempre la gentilezza che Michaelsen aveva mostrato a Dorothea. Infine, Händel chiede a Michaelsen di presentare i suoi complimenti al Sig Rotth ed a tutti i loro amici. (Magister Christian Roth era cugino di Händel.) |
| 24 febbraio 1719   | Francese   | Johann Mattheson                                                                       | Händel scrive che è in accordo con le idee di Mattheson sulla Solmisazione (un sistema di attribuire una sillaba distinta ad ogni nota in una scala musicale), e sulla mancanza di utilità dei modi musicali greci nella "musica moderna" (cioè del tempo di Händel). Su un punto sconosciuto, Händel afferma che non ha avuto abbastanza tempo per dare al tema la concentrazione che si merita, ma promette di farlo. |
| 14 novembre 1720   | Inglese    |                                                                                        | La prefazione all'edizione della Suites de pieces pour le Clavecin di Händel. Le parole originali di Händel sono: "Sono stato costretto a pubblicare alcune delle seguenti lezioni, perché copie surretizie o errate delle stesse erano andate all'estero. Ne ho aggiunte diverse nuove per rendere il lavoro più utile, se dovesse avere un buon accoglimento; voglio continuare a pubblicare di più, riconoscendo che è mio dovere, con il mio Piccolo Talento, servire una Nazione dalla quale ho ricevuto una Protezione così Generosa". |
| Fine del 1720      | Inglese    | Re Giorgio I                                                                           | Händel scrive al re per presentare la sua opera Radamisto. Händel lusinga il monarca: "Sono stato ancora più incoraggiato a questo dalla particolare Approvazione che Vostra Maestà si è compiaciuta di dare alla Musica di questo dramma". La lettera era indirizzata "Alla Più Eccellente Maestà del Re", e la formula di cortesia in chiusura della lettera era "SIR, Il Più Devoto di Vostra Maestà, il Più Obbediente, E il più Fedele suddito e Servitore". |
| febbraio 1725      | Inglese    | La Camera dei Lord The Right Honourable The Lords Spiritual and Temporal in Parliament | Händel scrive che è nato "ad Halle, in Sassonia, fuori dalla fedeltá a Sua Maestà", ma essendo di religione protestante e dopo aver "dato testimonianza della sua lealtà e fedeltà a Sua Maestà", ha chiesto che il suo nome fosse aggiunto al disegno di legge 'Un decreto per Naturalizzare Louis Sechehaye'. (Il re promulgò il decreto il 20 febbraio 1727 e Händel fu fatto suddito britannico. Vedi qui per maggiori dettagli.) |
| 22 giugno 1725     | Francese   | Michael Dietrich Michaelsen                                                            | Händel scrive dichiarandosi colpevole di non aver adempiuto i suoi doveri come promesso a Michaelsen. Händel riconosce la gentilezza di Michaelsen mostrata a sua madre (di Händel) e lo ringrazia di questo. Händel chiede che Michaelsen invii notizie di tanto in tanto e spiega che il suo desiderio di visitarlo è stato ritardato. Händel afferma che sarebbe stato lusingato se Michaelsen gli avesse concesso un angolo nella sua memoria, e presenta i suoi umili rispetti alla moglie di Michaelsen (Michaelsen si risposò in seguito alla morte della sorella di Händel). Infine, Händel abbraccia teneramente la sua cara figlioccia e il resto della sua famiglia, e dà i suoi complimenti "a tutti i nostri amici di entrambi i sessi". |
| 11 marzo 1729      | Francese   | Michael Dietrich Michaelsen                                                            | Händel ringrazia Michaelsen per la sua corrispondenza e spiega che le notizie sono di grande conforto nei suoi viaggi. Handel informa che tutto quello che deve fare Michaelsen è "indirizzare sempre le lettere al signor Joseph Smith, banchiere, a Venezia ... che le inoltrerà a me nei diversi luoghi in cui sarò in Italia". Händel esprime la gioia che Michaelsen e la sua famiglia siano in perfetta salute e non vede l'ora di abbracciarli (in un viaggio programmato per il prossimo mese di luglio). |
| 19 giugno 1730     | Francese   | Francis Colman                                                                         | (Francis Colman scrisse il libretto di Arianna in Creta di Händel) Händel scrive per l'ingaggio del contralto Sgra. Merighi, e se era proprio necessario che un soprano dovesse provenire dall'Italia. Händel promette di scrivere sullo stesso argomento ad un certo signor Swinny e inoltre raccomanda che il soprano deve inoltre essere in grado di riprodurre le parti maschili nell'opera. Händel chiede a Colman di non parlare "nei contratti di primo, secondo o terzo ruolo, perché questo disturba molto nella scelta del dramma e provoca notevoli disagi". Infine, Händel chiede aiuto per ottenere "un uomo e una donna per la prossima stagione che inizia nel mese di ottobre di quest'anno e termina a luglio 1731 ...". |
| 27 ottobre 1730    | Francese   | Francis Colman                                                                         | Händel ringrazia Colman per il suo impegno nell'ingaggio del Sr. Senesino e afferma che della commissione di assunzione di millequattrocento ghinee, cento ghinee sono già state pagate al Senesino nei dodici giorni dal suo arrivo. Inoltre, poiché la Sigra Pisani non è arrivata e dato che la stagione è in fase avanzata, Händel consiglia che "faremo senza un'altra donna dall'Italia quest'anno ...". Händel scrive che egli è obbligato che Colman abbia pensato alla Sigra Madalena Pieri come una donna "che può fare le parti degli uomini", ma che l'attuale compagnia dei cinque è adeguata e che i sostituti sono stati trovati per il resto. Infine Händel ringrazia e riconosce la sua gratitudine a Colman per il suo lavoro nel reclutare cantanti poiché "la Corte e la nobiltà hanno attualmente una società di loro gusto". |
| 23 febbraio 1731   | Tedesco    | Michael Dietrich Michaelsen                                                            | Händel scrive per ringraziare Michaelsen per "la cura che avete avuto nel seppellire mia madre secondo le sue ultime volontà". Affermando che egli non può trattenere le lacrime, Händel scrive che la memoria di sua madre rimarrà con lui fino a quando lui sarà riunito con lei "dopo questa vita". Egli promette di mostrare la sua gratitudine a Michaelsen con "fatti e con le parole". Händel prosegue con ringraziamenti ad un elenco di persone, e afferma che manterrà "come un monumento altamente prezioso" il materiale stampato che è stato inviato a lui. Infine, Händel fa le sue condoglianze per la morte del fratellastro del Michaelsen. |
| 10 agosto 1731     | Francese   | Michael Dietrich Michaelsen                                                            | Händel ringrazia ancora Michaelsen per la cura che ha avuto nella sepoltura di sua madre (di Händel) e lo ringrazia per le "Orazioni funebri" che ha mandato. Händel promette di ripagare in parte la sua obbligazione con Michaelsen e si chiude con l'invio di suoi omaggi e complimenti alla moglie di Michaelsen, la sua figlioccia (di Händel) e il resto della famiglia del Michaelsen. |
| 21 agosto 1733     | Tedesco    | Michael Dietrich Michaelsen                                                            | Händel ringrazia Michaelsen per la sua precedente lettera, e per l'allegato che si riferisce alle relazioni con i Gotha. Händel esprime profonda gratitudine per la cura che Michaelsen ha dimostrato "per quanto riguarda le entrate e le spese dal 1º ° luglio dello scorso anno 1732, al 30 luglio 1733, sulla casa che mia madre ha lasciato". A causa di questioni pressanti, Händel si rammarica che non può fare una visita per vedere la casa. Händel ringrazia Michaelsen per essersi ricordato l'ultimo desiderio della madre (di Händel) per quanto riguarda la sua lapide. Da testimonianze giunte a lui, Händel osserva che Frau Händelin paga 6 talleri all'anno in affitto e dice a Michaelsen che vorrebbe che lei non dovesse pagare l'affitto e che lei può vivere in casa per tutto il tempo che le piace. Händel restituisce "il conto con la mia firma" e promette di non dimenticare i suoi "obblighi in questo senso". Infine Händel saluta la moglie di Michaelsen, la famiglia Taust e tutti i loro amici. |
| 27 agosto 1734     | Inglese    | (corrispondente sconosciuto)                                                           | Scritto da Händel per intero: "Al mio arrivo in città dal Paese, mi sono trovato onorato del vostro gentile invito. Mi dispiace molto che per la situazione dei miei affari mi veda privato di ricevere il Piacere di essere impegnato con il Sig. Rich nel portare avanti le Opere al Covent Garden. Spero che al vostro ritorno in città, signore, recupererò questa perdita. Intanto vi prego di essere persuaso del sincero rispetto con cui sono, Sir, il vostro più obbediente e più umile Servitore...". |
| Fine agosto 1734   | Inglese    | Sir Wyndham Knatchbull                                                                 | Questa lettera è più o meno una copia della lettera datata 27 agosto 1734. |
| 29 luglio 1735     | Francese   | Johann Mattheson                                                                       | (Non è disponibile la traduzione.) |
| 28 luglio 1735     | Inglese    | Charles Jennens                                                                        | (Jennens divenne amico di Händel nel 1735, ed aiutò Händel in ogni momento fedelmente. Jennens preparò il libretto per molti lavori di Händel) Händel ringrazia Jennens "per la sua lettera gradevolissima con accluso un Oratorio", e sostiene che quanto ha letto del lavoro gli ha dato "una grande Soddisfazione". Händel scrive che il programma delle opere per la stagione entrante è sconosciuto e che "l'opera di Alcina è in corso di scrittura e sarà spedita secondo le vostre Istruzioni". |
| 29 giugno 1736     | Inglese    | Anthony Ashley-Cooper, IV conte di Shaftesbury                                         | Händel ringrazia Sua Signoria per la sua lettera e afferma che egli trova "molto giuste" le nozioni trovate nell'allegata "Part of My Lord Your Fathers Letter relating to Musick". |
| 28 agosto 1736     | Francese   | Michael Dietrich Michaelsen                                                            | Händel scrive che non c'è nessuno più vicino al suo cuore che la sua cara nipote, così trova piacevole la notizia che lei sta per sposare "una persona di tale merito ed un così distinto personaggio". Händel lo prende come un segno di considerazione che Michaelsen ha chiesto la sua approvazione e afferma che buona educazione della nipote contribuirà ad assicurare la sua felicità. Händel scrive di aver preso la libertà di inviare al marito un regalo sotto forma di "un orologio d'oro di Delharmes, una catena d'oro e due guarnizioni, una di ametista e una di onice" e alla nipote in regalo "un anello di diamanti che contiene una sola pietra del peso di qualcosa di più di sette carati, impeccabile e della prima acqua". Händel dice che questi regali saranno indirizzati al sig Sbüelen ad Amburgo, e chiude esprimendo le sue obbligazioni a Michaelsen e sua moglie. |
| 29 dicembre 1741   | Inglese    | Charles Jennens                                                                        | Händel ringrazia Jennens per il suo lavoro all'oratorio Messiah, e afferma che non "un solo biglietto per l'ingresso" deve essere venduto in quanto "La Nobiltà mi ha fatto l'onore di fare tra di loro un abbonamento per 6 notti, che riempirà una stanza di 600 persone". Sperando di evitare la vanità, Händel scrive che "l'esecuzione è stata accolta con una generale approvazione", con (il soprano) Sigra Avolio "straordinariamente" gradevole. Händel loda la "Sala affascinante", le altre voci e strumenti e il loro capo Mr. Dubourgh. Rimarcando la propria allegria e buona salute, Händel afferma che "Mi esercito sul mio organo con più del solito successo". Händel scrive che ha iniziato con l'Allegro, il Penseroso, ed il Moderato, e assicura Jennens che le "Parole del Moderato sono state ampiamente ammirate" dal pubblico che comprendeva: "il Fior fiore delle Lady più distinte ed altre persone della più grande qualità" e "Vescovi, decani, i capi della Colledge, i più eminenti persone della Legge come il Cancelliere, il revisore generale, ect". Händel loda il trattamento generale che ha ricevuto in questa "generosa nazione" e afferma che un piano è già stato proposto per altre esecuzioni, in quanto "Il Mio Signore Duca il Lord Lieutenant sarà facile ottenere un permesso più lungo per me da Sua Maestà". Händel richiede a Jennens di inoltrare i suoi "più devoti rispetti al mio Signore e la mia Lady Shaftesbury" ed i suoi complimenti a Sir Windham Knatchbull. Inoltre Händel richiede a Jennens di presentare il suo "umile servizio ad alcuni altri Patroni ed ai miei amici" (di Händel). Dopo aver chiesto notizie sulla salute ed il benessere di Jennens, Händel accenna che ha sentito le notizie del non buon successo dell'"Opera" di Jennens, anche se lui (Händel) trovava che la prima opera lo rendeva "Molto felice lungo tutto il mio cammino". Händel cita (in francese) le parole di un "certo uomo nobile" per quanto riguarda "la seconda opera, chiamata Penelope". |
| 9 settembre 1742   | Inglese    | Charles Jennens                                                                        | Händel spiega di aver voluto fare una visita a Jennens sulla strada dall'Irlanda a Londra per dargli un resoconto verbale di "quanto bene è stato accolto Il vostro Messiah", invece Händel racchiuse un resoconto scritto dell'oratorio "niente meno che al Vescovo di Elphim (un nobile molto dotto in Musica)". Händel promette di "inviare il libro stampato del Messia al signor Sted" a nome di Jennens. Händel si riserva il conto dei suoi successi in Irlanda fino a quando incontra Jennens a Londra, ma afferma che l'idea che "la direzione del prossimo inverno Opera sia affidata alle sue cure, è priva di fondamento". Händel scrive di non essere sicuro se continuerà con gli Oratori, tranne che in Irlanda dove una grande sottoscrizione è già stata prevista a tale scopo entro 12 mesi di tempo. Händel si rammarica di non fermarsi per vedere Signor Guernsey durante i suoi viaggi, e afferma che si tratta di un lungo periodo di tempo fino a novembre, che è il periodo in cui spera di vedere Jennens a Londra. |
| 9 giugno 1744      | Inglese    | Charles Jennens                                                                        | Händel scrive che egli ha tratto grande piacere nel sentire che Jennens è arrivato sicuro nel paese e del miglioramento della sua salute. Poiché Jennens aveva incoraggiato la stesura del Messiah di Händel, Händel gli dà un acconto per aver ingaggiato il Teatro dell'Opera di Haymarket, così come i cantanti: Sigra Francesina, Turner Robinson, John Beard, Thomas Reinhold, Bernard Gates e i suoi figli, e "diversi dei migliori coristi dai Cori". Händel spera che Susannah Maria Arne canterà per lui e spera che lei possa congedarsi da Mr Riches "(con il quale ha è impegnata a cantare al Covent Garden House)". Infine, Händel richiede a Jennens di mandargli il primo atto del nuovo oratorio (Belshazzar). |
| 19 luglio 1744     | Inglese    | Charles Jennens                                                                        | Händel ringrazia Jennens per il primo atto di Belshazzar, è d'accordo con la lunga durata del primo atto (e gli atti successivi brevi) e richiede a Jennens di inviare gli altri atti. Händel chiede inoltre che Jennens "sottolinei quei passaggi nel Messia in cui pensa sia necessaria una modifica". |
| 21 agosto 1744     | Inglese    | Charles Jennens                                                                        | Händel ringrazia Jennens per il secondo atto di Belshazzar, afferma che lui è soddisfatto di esso e che farà del suo meglio per fare giustizia. Händel termina affermando che è impaziente di ricevere il terzo atto. |
| 13 settembre 1744  | Inglese    | Charles Jennens                                                                        | Händel scrive che l'"eccellente Oratorio" di Jennens (Belshazzar) gli ha dato grande gioia nell'idearne la musica, perché è "un pezzo nobile, molto grandioso e non comune" e che gli ha dato l'opportunità di "alcune idee molto particolari" e un "grande coro". Händel supplica Jennens di mandargli l'ultimo atto in modo che "io possa regolarmi al meglio per quanto riguarda la sua lunghezza" e termina la lettera affermando che è obbligato a Jennens "per un regalo così generoso". |
| 2 ottobre 1744     | Inglese    | Charles Jennens                                                                        | Händel scrive di aver ricevuto il terzo atto dell'oratorio (Belshazzar), con una grandissimo piacere e afferma che è "molto fine e sublime". Händel poi afferma che il lavoro è troppo lungo e sarebbe durato quattro ore, quando messo in musica. A causa della lunghezza, Händel suggerisce vari cambiamenti e si augura che Jennens lo visiterà a Londra il prossimo inverno. Händel scrive che ha una buona serie di cantanti: S. La Francesina (Nitocris), Miss Anastasia Robinson (Cyrus), Mrs Cibber (Daniele), il signor Beard (Baldassarre), Mr Reinhold (Tobias), e "un buon numero di cantanti per il coro". Händel propone "24 notti di sabato per le esecuzioni di questa stagione, ma in Quaresima il mercoledì o il venerdì", e che "vorrei aprire il 3 novembre". |
| 30 settembre 1749  | Inglese    | Charles Jennens                                                                        | In risposta ad una richiesta di Jennens, Händel da un parere sulle specifiche per un organo che sarà costruito da Richard Bridge. |
| 24 febbraio 1750   | Inglese    | (Per il sovrintendente dell'Ufficio Ordini)                                            | Le parole originali di Händel: "Io, avendo ricevuto il permesso delle Artillery Kettle Drums per il mio utilizzo nell'Oratorio in questa stagione, Vi prego di volere fare la consegna al latore della presente, signor Frideric Smith". |
| 25 dicembre 1750   | Francese   | Georg Philipp Telemann                                                                 | Händel scrive che stava per recarsi da L'Aia a Londra quando la lettera di Telemann è stata consegnata a lui (dal Sig. Passerini). Händel continua dicendo che ha sentito la moglie di Passerini cantare ed è "convinto delle sue rare capacità". Poiché i Passerini sono in viaggio per la Scozia per sei mesi di concerti, seguiti da un viaggio a Londra, Händel promette di render loro qualsiasi servizio che egli può e afferma che la signora Passerini "potrebbe perfezionarsi nella lingua inglese" durante i loro viaggi. Händel promette a Telemann che egli saprà sempre ricambiare la sua gentilezza e che "I vostri modi cortesi e la vostra reputazione hanno fatto una grande impressione nel mio cuore e nella mia mente". Händel poi ringrazia Telemann "per il bellissimo lavoro" "du sisteme d'Intervalles", "che mi avete gentilmente inviato". Händel finisce per complimentarsi con Telemann per il suo perfetto stato di salute (nonostante la sua "età piuttosto avanzata") e, notando la passione di Telemann per le piante esotiche, gli invia in regalo una scatola di "fiori scelti... di affascinante rarità" con l'osservazione "se quello che dicono è vero, avrete le piante migliori di tutta l'Inghilterra". |
| 20 settembre 1754  | Francese   | Georg Philipp Telemann                                                                 | Händel inizia dicendo che il capitano Jean Carsten gli aveva inviato la notizia che Telemann era morto, ma continua affermando la sua gioia nel sentire in una fase successiva (dallo stesso capitano) che la notizia originale era falsa. Telemann aveva già tirato fuori un elenco di piante esotiche da procurarsi tramite Händel e Händel scrive che ha il grande piacere di annunciargli che le ha ottenute quasi tutte e che saranno spedite "con la prima nave che parte di qui". Händel finisce sperando che il presente sarà gradito a Telemann e richiedendo che Telemann gli dia notizia del suo stato di salute. |
| 11 aprile 1759     | Inglese    |                                                                                        | Ultime volontà di Händel che iniziano: Nel Nome di Dio Amen. Io George Frederic Handel, considerando l'Incertezza della Vita umana, scrivo queste mie Volontà nella maniera seguente... |